# Бубон (медицина)

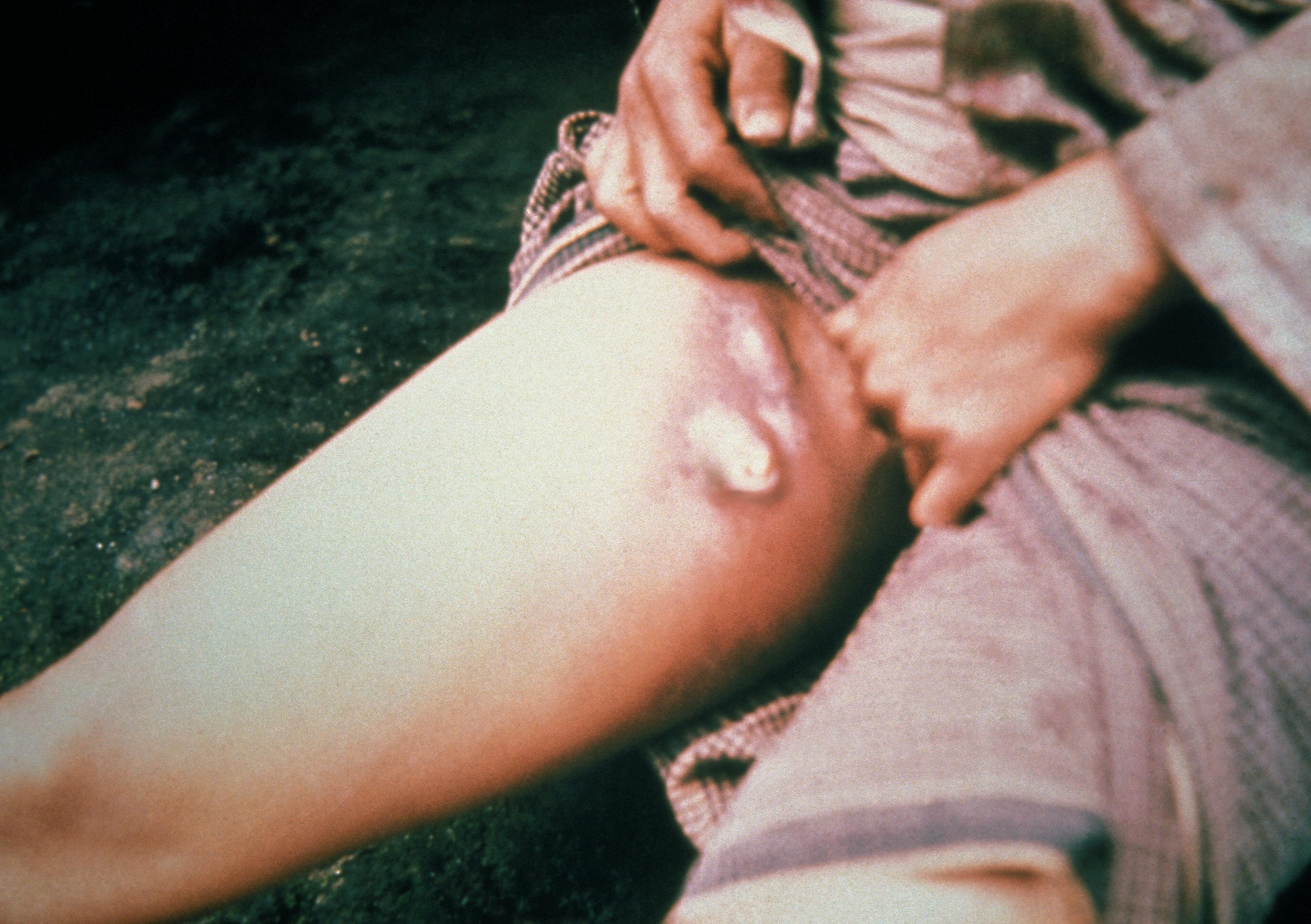
Бубони на нозі — симптом бубонної чуми

Бубо́н (лат. bubo < грец. βουβών — «пахвина», «пухлина в пахвині») — значно збільшений внаслідок запалення поверхневий лімфатичний вузол. Виникає при таких інфекційних захворюваннях, як чума (її різновид бубонна чума) чи туляремія. У випадку збільшення лімфатичних вузлів при таких хворобах, як м'який шанкр, гонорея, сибірка чи сифіліс доречніший термін «лімфаденіт». Зовнішньо бубон схожий на величезну шкіряну мозолю, і, як правило, з'являється під пахвами, у пахвині або на шиї.
Розрізнюють первинні та вторинні бубони. Перші утворюються у місцях проникнення збудника в організм. Вторинні виникають внаслідок гематогенного занесення збудника на віддалені від первинного зараження місця.
Проколювання і розрізання бубонів з наступним видаленням гною ще в XIX ст. було основним способом лікування чуми. Нині подібні операційні втручання не практикуються, але в бубони здійснюють ін'єкції антибіотиків (стрептоміцин, доксициклін), а також з них проводять забирання гнійного вмісту для діагностики